# Cigna
Cigna Corporation — компания США, специализируется на медицинском обслуживании и страховании. Обслуживает 16,7 млн клиентов, из них 15 млн в США.

## История
Компания образовалась в 1982 году слиянием Connecticut General Life Insurance Company (CG, Компания страхования жизни Коннектикута) и INA Corporation (материнской компании Insurance Company of North America, первой акционерной страховой компании США, основанной в 1792 году); название CIGNA составлено из букв аббревиатур двух компаний. У компании была значительная сеть зарубежных филиалов, на в 1999 году большая их часть была продана ACE Limited (позже образовавшей Chubb).
В 2015 году было достигнуто соглашение о слиянии с Anthem, но эта сделка стоимостью 48 млрд долларов была заблокирована Министерством юстиции США как нарушающая антимонопольное законодательство.
В 2019 году за 52,8 млрд долларов была куплена компания Express Script, что существенно расширило подразделение производства и продажи лекарственных средств.

## Деятельность
Основные подразделения компании на 2020 год:
- Evernorth — медицинские услуги, включая производство и продажу медикаментов и больничный уход; выручка 116,1 млрд долларов.
- US Medical — групповое и индивидуальное медицинское страхование; выручка 38,5 млрд долларов.
- International Markets — деятельность на зарубежных рынках; выручка 5,9 млрд долларов, из них 2 млрд в Южной Корее.
- Group Disability — страхование сотрудников компаний от утраты трудоспособности; выручка 5,3 млрд долларов.

Из выручки 160,4 млрд долларов в 2020 году на продажу медикаментов пришлось 107,8 млрд, на страховые премии — 42,6 млрд долларов, на инвестиционный доход — 1,2 млрд. Страховые выплаты составили 32,7 млрд. Активы на конец года составили 155 млрд, из них 45 млрд пришлось на гудвил, 25 млрд — на инвестиции.
Кроме США ведёт деятельность Республике Корея, Бельгии, Бермудских островах, Великобритании, Гонконге, Индии, Индонезии, Канаде, КНР, Ливане, Таиланде, Тайване, Турции.
В списке крупнейших компаний США Fortune 500 за 2021 год Cigna заняла 13-е место.